# Ty to się masz
Ty to się masz – utwór zespołu Ira pochodzący z ich siódmej studyjnej płyty zatytułowanej Ogień. Utwór zamieszczony został na jedenastej przedostatniej pozycji, trwa 4 minuty i 1 sekundę, i jest jednym z dłuższych utworów znajdujących się na płycie. Kompozytorem utworu są basista grupy Piotr Sujka oraz gitarzysta Sebastian Piekarek.
Tekst utworu jest swoistym spojrzeniem 20-letniego zespołu, na dzisiejszą rzeczywistość jaka panuje w branży muzycznej. Tekst opowiada o tym że dziś bardzo łatwo młodym ludziom zrobić duże pieniądze oraz "karierę" w branży muzycznej. Jeśli ma się dużo pieniędzy, ekskluzywne marki samochodów itp. to jest się bardzo lubianym przez dzisiejszy świat. Autorem tekstu jest tekściarz Wojciech Byrski.
Utwór Ty to się masz utrzymany jest w ciężkim hardrockowym brzmieniu, opartym o średnio szybkie riffy gitarowe.
Utwór nigdy nie został wykonany na żywo przez zespół.

## Twórcy
Ira
- Artur Gadowski – śpiew, chórki
- Wojciech Owczarek – perkusja
- Piotr Sujka – gitara basowa, chór
- Sebastian Piekarek – gitara, chór
- Maciej Gładysz – gitara
- Marcin Bracichowicz – gitara

Produkcja
- Nagrań dokonano: sierpień 2003 – luty 2004 w Studio K&K w Radomiu
- Produkcja: Mariusz Musialski ("Elmariachi Management")
- Produkcja muzyczna: Sebastian Piekarek, Marcin Trojanowicz
- Realizacja nagrań: Marcin Trojanowicz
- Mix: Marcin Trojanowicz
- Aranżacja: Mariusz Musialski
- Tekst piosenki: Wojciech Byrski
- Mastering: Grzegorz Piwkowski
- Projekt okładki, multimedia: Twister.pl